# Evolução do Colégio dos Cardeais sob o pontificado de Paulo II
Abaixo está a evolução do colégio de cardeais durante o pontificado de Paulo II e a subsequente vaga vaga .

## Composição para consistório
| Consistóro                          | 1464 | 1471 |
| ----------------------------------- | ---- | ---- |
| Setembro 1414                       | 1    |      |
| Consistórios de Antipapa João XXIII | 1    |      |
| Dezembro 1439                       | 5    | 2    |
| Julho 1440                          | 2    |      |
| Dezembro 1446                       | 1    |      |
| Consistórios de Eugênio IV          | 8    | 2    |
| Dezembro 1448                       | 4    | 4    |
| Consistórios de Nicolau V           | 4    | 4    |
| Fevereiro 1456                      | 1    | 1    |
| Dezembro 1456                       | 4    | 1    |
| Consistórios de Calisto III         | 5    | 2    |
| Março 1460                          | 5    | 4    |
| Dezembro 1461                       | 6    | 4    |
| Consistórios de Pio II              | 11   | 8    |
| Setembro 1467                       |      | 7    |
| Novembro 1468                       |      | 2    |
| Consistórios de Paulo II            |      | 9    |
| Total                               | 29   | 25   |

## Evolução durante o pontificado
| Data                    | Evento                                                                              | Total |
| ----------------------- | ----------------------------------------------------------------------------------- | ----- |
| 28 de agosto de 1464    | Abertura do Conclave de 1464                                                        | 29    |
| 30 de agosto de 1464    | Eleição Papal do Cardeal Pietro Barbo com o nome de Paulo II                        | 28    |
| 13 de dezembro de 1464  | Morte do Cardeal Pierre de Foix, O.F.M. (78 anos)                                   | 27    |
| 1 de fevereiro de 1465  | Morte do Cardeal Dénes Szécsi (65 anos)                                             | 26    |
| 22 de março de 1465     | Morte do Cardeal Ludovico Trevisano (63 anos)                                       | 25    |
| 4 de setembro de 1465   | Morte do Cardeal Louis d'Albret (42 anos)                                           | 24    |
| 16 de fevereiro de 1466 | Morte do Cardeal Burkhard Weisbriach (45 anos)                                      | 23    |
| 4 de setembro de 1466   | Morte do Cardeal Giacomo Tebaldi (66 anos)                                          | 22    |
| 1 de dezembro de 1466   | Morte do Cardeal Jaime Cardona (61 anos)                                            | 21    |
| 18 de setembro de 1467  | criação de 8 Cardeais                                                               | 29    |
| 18 de setembro de 1467  | Thomas Bourchier                                                                    | 29    |
| 18 de setembro de 1467  | István Várdai                                                                       | 29    |
| 18 de setembro de 1467  | Oliviero Carafa                                                                     | 29    |
| 18 de setembro de 1467  | Amico Agnifili                                                                      | 29    |
| 18 de setembro de 1467  | Marco Barbo                                                                         | 29    |
| 18 de setembro de 1467  | Jean Balue                                                                          | 29    |
| 18 de setembro de 1467  | Francesco della Rovere, O.F.M.Conv. (Futuro Papa Sisto IV)                          | 29    |
| 18 de setembro de 1467  | Teodoro Paleologo di Montferrato                                                    | 29    |
| 12 de outubro de 1467   | Morte do Cardeal Juan de Mella (70 anos)                                            | 28    |
| 26 de Setembro de 1468  | Morte do Cardeal Juan de Torquemada, O.P. (80 anos)                                 | 27    |
| 21 de novembro de 1468  | criação de 2 Cardeais                                                               | 29    |
| 21 de novembro de 1468  | Giovanni Battista Zeno                                                              | 29    |
| 21 de novembro de 1468  | Giovanni Michiel                                                                    | 29    |
| 12 de abril de 1469     | Morte do Cardeal Peter von Schaumberg (81 anos)                                     | 28    |
| 6 de dezembro de 1469   | Morte do Cardeal Juan Carvajal (69 anos)                                            | 27    |
| 19 de agosto de 1470    | Morte do Cardeal Richard Olivier de Longueil (63 anos)                              | 26    |
| 22 de fevereiro de 1471 | Morte do Cardeal István Várdai (54 anos)                                            | 25    |
| 26 de Julho de 1471     | Morte do Papa Paulo II (54 anos)                                                    | 25    |
| 6 de agosto de 1471     | Abertura do Conclave de 1471                                                        | 25    |
| 9 de agosto de 1471     | Eleição Papal do Cardeal Francesco della Rovere, O.F.M.Conv. com o nome de Sisto IV | 24    |